# Strand-Gerste
Die Strand- oder Dünen-Gerste (Hordeum marinum) ist eine Pflanzenart aus der Gattung der Gersten (Hordeum) innerhalb der Familie der Süßgräser (Poaceae). Es ist vor allem im Bereich von Meeresküsten auf Salzwiesen oder auch Küstendeichen anzutreffen.

## Beschreibung

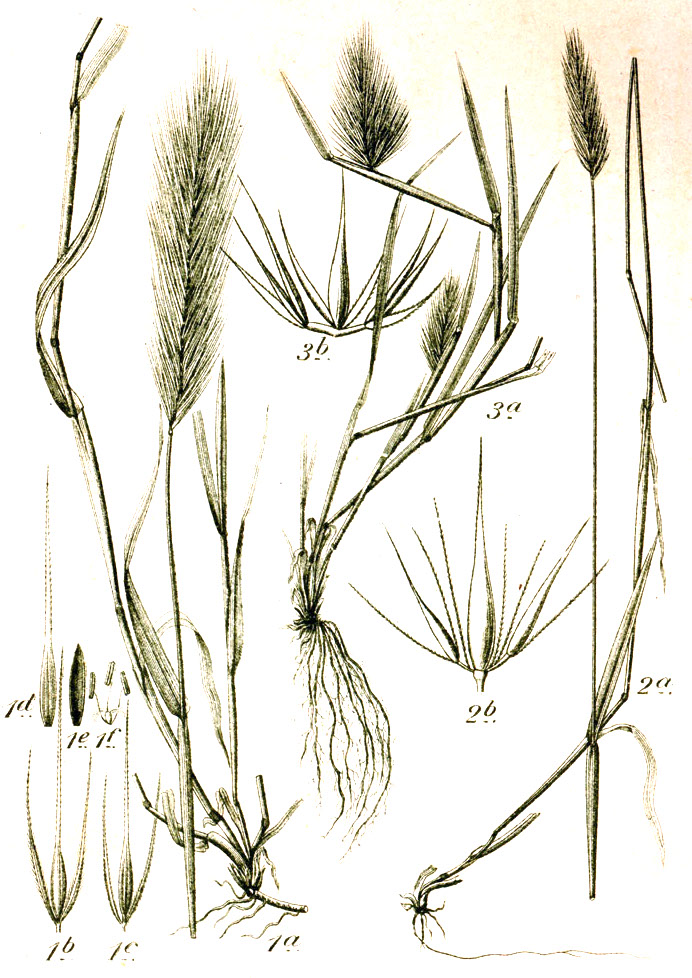
Gersten im Vergleich:Links Mäuse-Gerste (Hordeum murinum), Mitte: Strand-Gerste (Hordeum marinum), Rechts Roggen-Gerste (Hordeum secalinum)
Johann Georg Sturm:
Deutschlands Flora in Abbildungen, (1796)

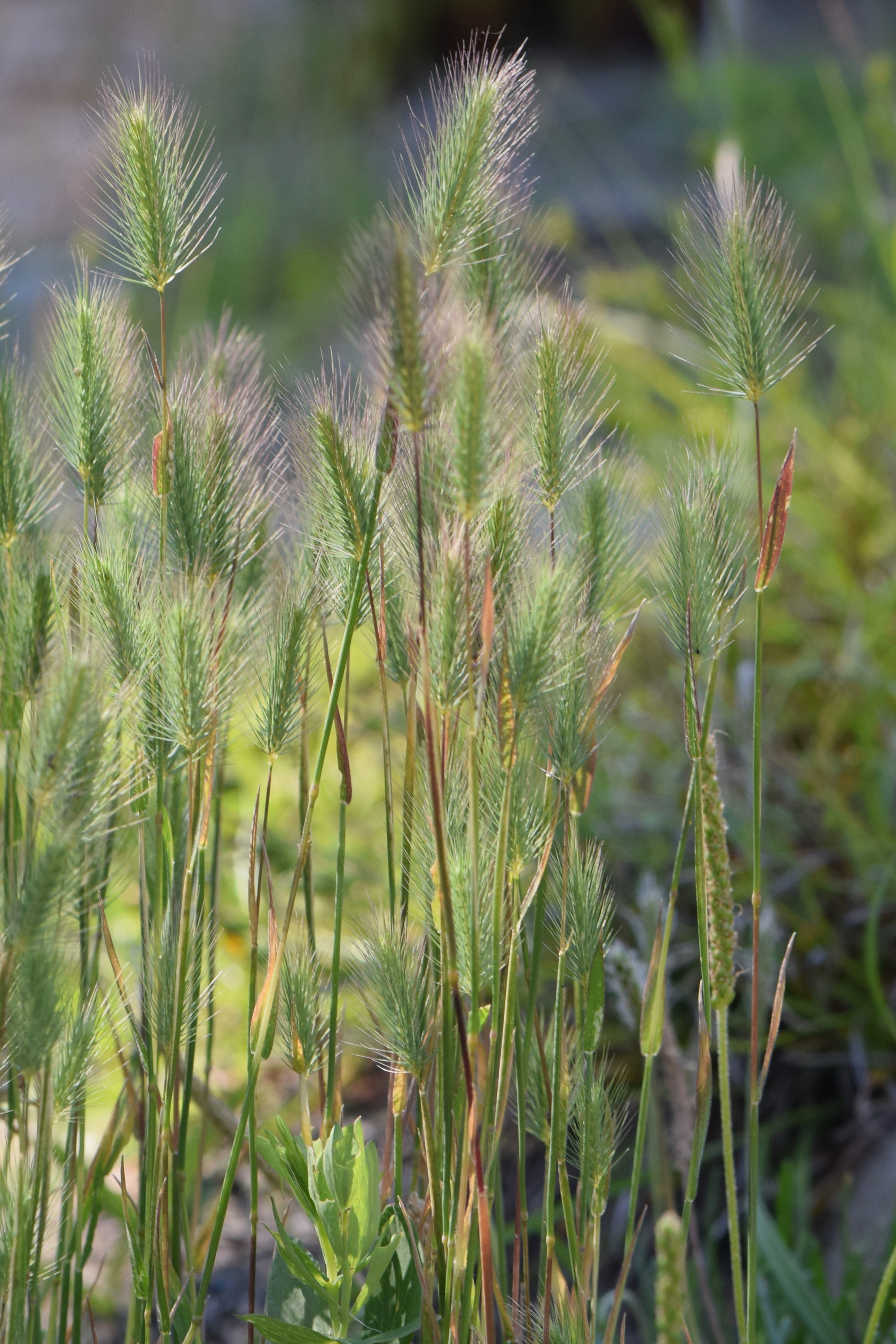
Habitus

### Erscheinungsbild und Blatt
Die Strand-Gerste ist eine sommergrüne, einjährige krautige Pflanze, die Wuchshöhen zwischen 10 und 40 Zentimetern erreicht. Die Pflanze wächst vom Grund an horstig oder einzeln mit von einem gebogenen Grund ausgebreiteten bis aufrecht aufsteigenden und unverzweigten Halmen. Die Halme sind kahl und besitzen drei bis vier Knoten.
Die grau- bis bläulichgrünen, 1,5 bis 8 Zentimeter langen und 1 bis 3,5 Zentimeter breiten Laubblätter reichen bis zur Ähre. Die Blattscheiden der obersten Blättchen sind bauchig aufgeblasen, wodurch sie sich von der ähnlichen und nahe verwandten Mäuse-Gerste (Hordeum murinum) und der Roggen-Gerste (Hordeum secalinum) mit enganliegenden obersten Blättchen unterscheidet. Die kahlen, auf dem Rücken gerundeten unteren Blattscheiden sind weich. Es sind oft kleine undeutliche Öhrchen. Die häutigen Blatthäutchen messen weniger als 1 Millimeter. Die Blattspreiten laufen in eine feine Spitze aus.

### Blütenstand, Blüte und Frucht
Die Blütezeit reicht von Mai bis Juli. Die drei bis sechs endständigen, grünen oder purpurnen Ähren sind 2 bis 6 Zentimeter lang und werden zuweilen von der obersten Blattspreite überragt. Wie bei allen Gersten wachsen die einblütigen Ährchen zu dreien abwechselnd an gegenüberliegenden Seiten der Ährenachse, während die Gipfelährchen verkümmert sind. Die mittlere, ungestielte Blüte der Blütendrillinge ist zwittrig und deutlich größer ausgebildet als die beiden seitlichen und sterilen Ährchen. Letztere sind deutlich kleiner und sehr kurz gestielt.
Alle Spelzen sind lang begrannt. Die Deckspelzen und die rauen und starren Hüllspelzen der Ährchen sind ungleich. Die unteren Hüllspelzen der Seitenährchen sind borstlich und erreichen einschließlich der dünnen, rauen und geraden Granne 8 bis 26 Millimeter. Die oberen Hüllspelzen sind dagegen breitgeflügelt mit einer 10 bis 22 Millimeter langen Granne. Die Deckspelzen sind lanzettlich geformt und werden zwischen 3 und 5 Millimeter lang, ebenso die Granne. Die Hüllspelzen des zentralen Ährchens sind beide auf ganzer Länge borstlich und messen inklusive der geraden Granne zwischen 10 und 24 Millimeter. Die schmal-eiförmigen, kahlen, fünfnervigen und auf dem Rücken gerundeten Deckspelzen werden zwischen 6 und 8 Millimeter lang, einschließlich der Granne etwa 24 Millimeter.
Bei den Früchten handelt es sich um für Süßgräser typische einsamige Schließfrüchte (Karyopsen).

### Chromosomensatz
Der Karyotyp der Strand-Gerste beträgt 2n = 14 Chromosomen, daneben existieren Populationen der Unterart Hordeum marinum subsp. gussoneanum mit zwei- und vierfachem Chromosomensatz.

## Ökologie
Bei der Strand-Gerste handelt es sich um einen Therophyten.
Die Pollen der weit herausragenden Staubbeutel werden durch den Wind verweht und bestäuben so die benachbarten Blüten (Windbestäubung).
Zur Zeit der Samenreife vertrocknet die Strand-Gerste. Wie bei anderen wildwachsenden Gersten (Unkrautgersten) ist die Ähre zerbrechlich und zerfällt zwischen den in Dreiergruppen zusammenstehenden Ährchen bei der Samenreife. Diese Verbreitungseinheiten (Diasporen) sorgen für die Ausbreitung.

## Vorkommen

### Verbreitung
Das Verbreitungsgebiet der Strand-Gerste umfasst Europa mit Ausnahme des äußersten Nordens, dazu Nordafrika und Westasien. In Europa wächst die Strand-Gerste vor allem entlang der Atlantikküste und im Mittelmeerraum sowie lokal an salzbeeinflussten Orten des Binnenlandes. In Skandinavien kommt sie nur adventiv (eingeschleppt) vor. In Afrika findet man das Gras entlang der Mittelmeerküste in Algerien, Ägypten, Libyen, Marokko und Tunesien. Das asiatische Verbreitungsgebiet umfasst die arabischen Länder, Armenien, Georgien und Aserbaidschan und reicht bis nach Pakistan im Süden und Russland, Kasachstan, Turkmenistan und Usbekistan im Norden (vor allem Kaspisches Meer, Aralsee).
Das Verbreitungsgebiet der Unterart Echte Strand-Gerste konzentriert sich auf Südeuropa. Die Trockenborstige Strand-Gerste ist bis nach Mitteleuropa verbreitet und kam bis an die Küste der Nordsee vor. Heute gilt die Art in den nördlichsten Bundesländern Deutschlands (Schleswig-Holstein und Niedersachsen) sowie in Belgien als ausgestorben. In Mecklenburg-Vorpommern ist sie unbeständig vorkommend, ebenso in Dänemark (Ribe), Polen und Litauen. Im Binnenland Deutschlands kommt sie synanthrop vor. Es wird allgemein angezweifelt, dass die Vorkommen in Deutschland und in den genannten angrenzenden Ländern indigen sind, das heißt, möglicherweise gehört die Strand-Gerste hier nicht zur ursprünglichen beziehungsweise einheimischen Flora.
Die beiden Unterarten der Strand-Gerste sind in weiten Teilen Nordamerikas vor allem in den westlichen Regionen der Vereinigten Staaten Neophyten. Hordeum marinum ist in Australien, Tasmanien, Neuseeland, den Kanarischen Inseln und Südafrika ein Neophyt.

### Standorte
Die Strand-Gerste wächst vor allem im Bereich der Meeresküsten auf salzhaltigen Böden der Salzwiesen und des Schlickwatt, an Sandstränden, auf Strandwällen oder auf Deichen. In Nordamerika und in Afrika ist sie auch in den Salzsteppen des Inlands häufig anzutreffen. Sie ist eine Begleitart in den Pflanzengesellschaften der Quellerfluren (Thero-Salicornietea) und kommt auch in Strandnelken-Gesellschaften (Armerion maritimae) vor. Die Strand-Gerste gehört nicht zu den Salzpflanzen, für die hohe Kochsalzkonzentrationen lebensnotwendig sind. Vielmehr ist sie toleranter gegen hohe Konzentrationen von Ionen im Boden sowie gegen Trockenheit, wodurch sie gegenüber anderen Arten an den genannten Standorten einen Konkurrenzvorteil hat.

### Gefährdung und Schutz

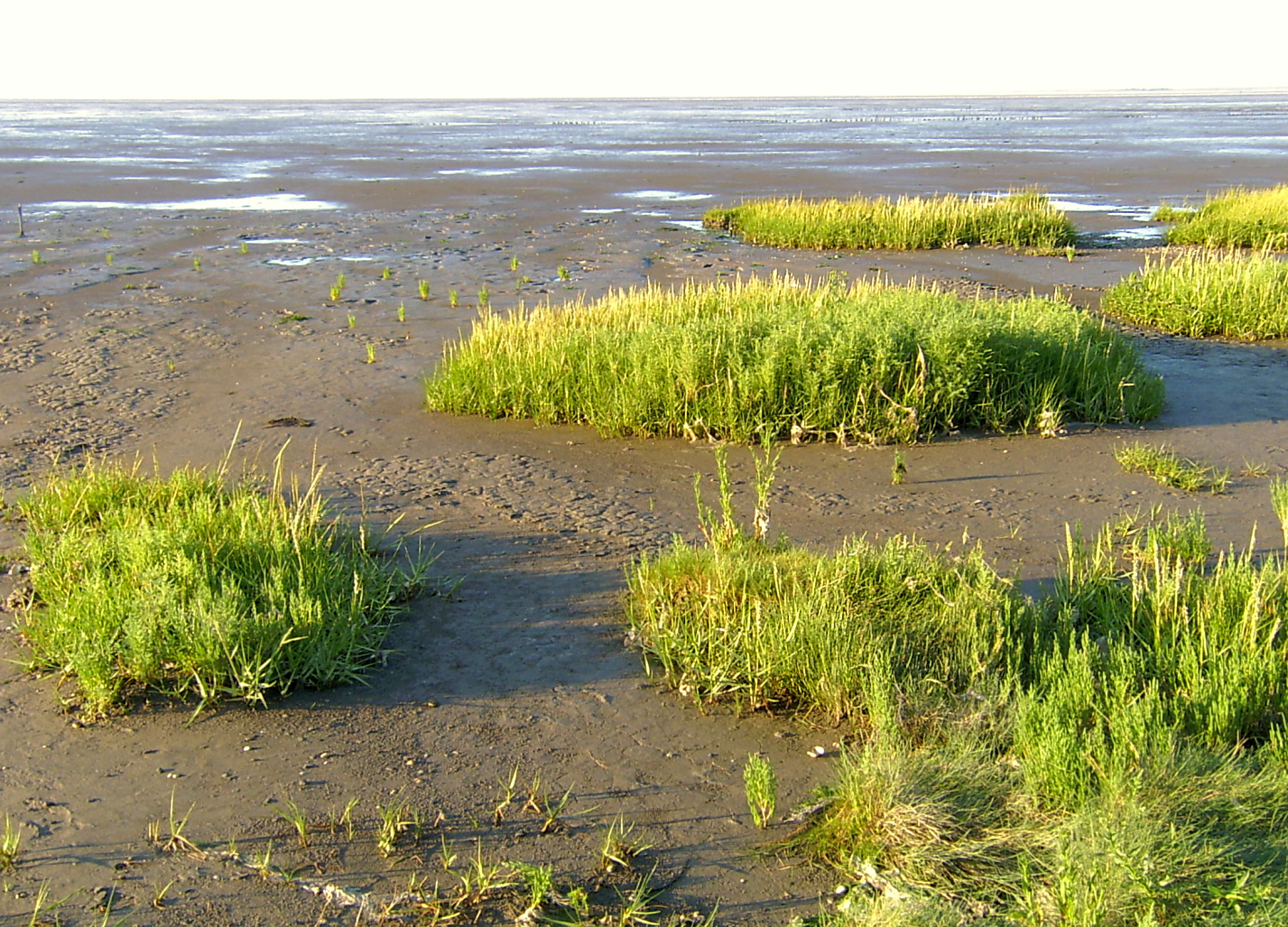
Nordsee-Salzwiesen bei Minsen

Die Strand-Gerste ist in Deutschland sowie in Dänemark ausgestorben, Einzelsichtungen in Mecklenburg-Vorpommern und Sachsen sind vorhanden, diese Art ist hier jedoch nicht etabliert. Als Ursache für den Rückgang der Strand-Gerste sowie das Aussterben in Niedersachsen und Schleswig-Holstein werden die ausbleibende Überflutung der Salzwiesen und Marschen sowie der verbesserte Küstenschutz durch den Aufbau von Deichen und Wellenbrechern angesehen. Die Strand-Gerste findet auf den salzärmeren Böden keine ausreichenden Lebensbedingungen und wurde durch konkurrenzstärkere, salzempfindlichere Arten verdrängt. In Europa gilt die Strand-Gerste insgesamt als häufig und ungefährdet, auf anderen Kontinenten hat sie sich als Neophyt etabliert.
Die Strand-Gerste ist weder in Deutschland noch international geschützt. Sie fällt weder unter die Bundesartenschutzverordnung noch unter die Fauna-Flora-Habitat-Richtlinie (FFH) der Europäischen Union. Auch der Handel ist nicht eingeschränkt, auf den CITES-Listen taucht die Art nicht auf.

## Systematik und Genetik

### Botanische Geschichte
Die Erstbeschreibung von Hordeum marinum erfolgte 1778 durch den britischen Botaniker William Hudson in der zweiten Auflage von Flora Anglica Band 1, S. 57. Ein Synonym ist Hordeum maritimum With.

### Unterarten
Innerhalb von Hordeum marinum wurden zwei Unterarten unterschieden:
- Echte Strandgerste (Hordeum marinum L. subsp. marinum, Syn.: Hordeum maritimum Stokes ex Withering, Critesion marinum (Huds.) Á.Löve)
- Trockenborstige Strandgerste (Hordeum marinum subsp. gussoneanum (Parl.) Thell., Syn.: Hordeum gussoneanum Parl., Hordeum hystrix Roth, Hordeum geniculatum Allioni).

Sie haben sich jedoch in molekular-systematischen Untersuchungen als klar getrennte Arten (Hordeum gussoneanum Parl. und Hordeum marinum L.) erwiesen. Sie unterscheiden sich auch in der Ausformung der Hüllspelzen: Jene der Echten Strandgerste sind ungleich; die inneren sind halblanzettlich und etwas geflügelt, die äußeren sind dagegen grannenartig. Bei der Trockenborstigen Strandgerste sind diese kaum ungleich und grannenartig. Die Trockenborstige Strandgerste kommt im Burgenland am Neusiedler See vor.

### Genetik
Die Strand-Gerste stellt eine von aktuell 32 anerkannten Arten innerhalb der Gattung Hordeum dar. Aufgrund des hohen Grades an Hybridisierungen innerhalb der Gattung und mit Vertretern nahe verwandter Gattung innerhalb der Süßgräser, beispielsweise mit Arten der Quecken (Elymus), sowie der weit verbreiteten Polyploidie ist es schwer, Aussagen über die Verwandtschaft der Arten untereinander zu treffen. So findet sich das Hordeum marinum-Genom beispielsweise in der hexaploiden Form der nordamerikanischen Wildgerste Hordeum brachyantherum, welches durch eine Hybridisierung einer tetraploiden Hordeum brachyantherum mit einer diploiden Hordeum marinum entstand, nachdem letztere während der letzten 150 Jahre durch Europäer nach Kalifornien eingeschleppt worden war. In der tetraploiden Roggen-Gerste (Hordeum secalinum) sowie der davon abstammenden Kapgerste (Hordeum capense) findet sich das Genom der Strand-Gerste gemeinsam mit dem einer Art der H-Genomgruppe, die entweder aus Südamerika oder Zentralasien stammte. Es wird angenommen, dass das Genom aller Gerstenarten auf vier Grundtypen basiert, die als I, Xa, Xu und H bezeichnet werden. Dabei kommt der I-Typ in der Kulturgerste (Hordeum vulgare) und Hordeum bulbosum, der Xu-Typ nur in der Mäuse-Gerste und der Xa-Typ nur in der Strand-Gerste vor, alle anderen Arten besitzen den H-Typ. Untersuchungen belegen, dass es innerhalb der Gersten zu einer Artbildung durch Hybride kam, phylogenetische Studien werden dadurch erschwert.
Neue molekular-systematische Arbeiten (Jakob et al. 2007) zeigen, dass die beiden Unterarten der Strandgerste deutlich unterschiedliche Geschichten besitzen. Da sie zudem durch ein qualitatives Merkmal klar unterschieden sind und aktuell kein Genfluss (Kreuzung) zwischen beiden Taxa erfolgt, sollten sie als zwei getrennte Arten (Hordeum marinum und Hordeum gussoneanum) geführt werden.

## Verwendung
Die Strand-Gerste ist zur Heugewinnung nicht geeignet, kann aber als Futterpflanze für Weidetiere, insbesondere Hausschafe, dienen.